# МАРКОНАФЛО
“МАРКОНАФЛО”, (рос. “МАРКОНАФЛО”, англ. Marcona Flow, нім. Marcona Flow) – комбінований засіб транспортування твердих сипких матеріалів, який передбачає перевантаження кінцевого продукту гідротранспорту на великотоннажні морські судна типу OSO (Ore Slurry – Oil) з метою перевезення його морем на велику відстань. 
Використання таких суден дозволяє суттєво зменшити транспортні витрати за рахунок перевезення в одному напрямку нафти, а в іншому, замість баласту навалювальних вантажів. Спеціалізовані судна такого типу обладнані трубопроводами, насосами та розпушувачами для утворення та розвантаження гідросуміші. Основною перевагою М. є відсутність необхідності спорудження великих розвантажувально-навантажувальних терміналів у морських та річкових портах. Кінцевий термінал магістральних гідротранспортних систем (МГТС) зі складами-резервуарами (басейнами) споруджується на певній відстані від порту (міста) і не займає великої площі. Судно швартується до плавучого причалу на відстані 1-2 милі від узбережжя та підключає судові вантажні системи до трубопроводу, прокладеного під водою до берегового терміналу. 
Принципова технологічна схема гідротранспорту залізної руди з використанням засобу “МАРКОНАФЛО” може бути представлена таким чином. У збагачувальній установці рудника (копальні) здійснюється подрібнення до розміру 0,2 мм та збагачення руди, змішування її з водою та утворення гідросуміші. За допомогою насосів рудний концентрат перекачується до портового складу (басейна, резервуара), звідки знову по трубопроводі завантажується у трюми (танки) великотоннажних суден, де гідросуміш відстоюється. Перед виходом у море прояснена вода видаляється з судна спеціальними трубопроводами і в трюмі (танку) залишається густа маса концентрату, що не зміщується під час хитавиці i, таким чином, поліпшує стійкість судна. По прибуттю судна до порту призначення злежалий концентрат знову перетворюється на гідросуміш за допомогою встановлених в трюмах гідророзпушувачів та перекачується насосами до портових складів і далі до споживача за допомогою гідротранспортної системи. 